# Photograph (singel Def Leppard)
Photograph – piosenka zespołu Def Leppard, wydana w 1983 roku jako singel promujący album Pyromania.

## Treść
Pomysł na tytuł piosenki wyszedł od producenta albumu Pyromania, Roberta Johna Lange'a, który zapisał zdanie „All I've got is a photograph”. Podsunęło to zespołowi pomysł na napisanie utworu o mężczyźnie, który bardzo tęskni za kobietą, ale dysponuje jedynie jej fotografią. Podobną tematykę podjął Ringo Starr w utworze pod tym samym tytułem z 1973 roku.
Podczas wykonań na żywo zespół dedykował utwór Marilyn Monroe, ponadto w teledysku pojawia się osoba podobna do Monroe. Zespół oświadczył jednak, że przy tworzeniu piosenki nie inspirował się żadną rzeczywistą osobą.

## Teledysk
Klip do utworu został wyreżyserowany przez Davida Malleta, który reżyserował teledyski m.in. Queen. Sceny były kręcone w studio obok elektrowni Battersea w Londynie. Klip opowiada historię kobiety, która jest śledzona. W Stanach Zjednoczonych emitowany był ocenzurowany teledysk, w którym wycięto wszystkie sceny, w których pojawia się nóż.
Komentując klip, Joe Elliott stwierdził, że zespół nie może odbierać za niego żadnych zasług, a ostateczny kształt teledysku jest w całości zasługą Malleta. Elliott zauważył, że reżyser kazał członkom zespołu być sobą, co przejawiło się m.in. w scenie, gdzie kobieta depcze zdjęcie. Mallet nakazał wokaliście krzyczeć do Polaroida, i po jednej próbie uzyskano pożądane zdjęcie.

## Odbiór
Był to pierwszy singel z Pyromanii, a zarazem pierwszy hit Def Leppard. Takie cechy piosenki, jak tekst czy wokal wspierający, a także młody wiek członków zespołu, przysporzyły mu wiele fanek, w przeciwieństwie do innych ówczesnych czołowych zespołów rockowych, jak Judas Priest czy Queensrÿche. Dodatkowym atutem był fakt częstej emisji piosenki w MTV oraz stacjach radiowych.
| Lista             | Pozycja | Źródło |
| ----------------- | ------- | ------ |
| Kanada            | 32      | [ 4 ]  |
| Stany Zjednoczone | 12      | [ 2 ]  |
| Wielka Brytania   | 66      | [ 2 ]  |